# Татарское (Тульская область)
Татарское (Архангельское) — село в сельском поселении Демидовское Заокского района Тульской области.
Ранее входило в Савинскую волость Алексинского уезда Тульской губернии.
Название получило в эпоху татарских набегов в пределы Московского государства, являясь местом остановки татарского войска и табора.

## География
Находится на берегу речки Тушига, в 2,5 км от железнодорожной платформа «132 км» Курского направления, в 6 км от районного центра Заокский и железнодорожной станцией Тарусская, 40 км от Алексина, 55 км от Тулы, 120 км от Москвы.
Расстояние до аэропортов: 60 км от Тулы, 71 км от Калуги и 86 км от Домодедово.

## Население
| Численность населения | Численность населения | Численность населения |
| --------------------- | --------------------- | --------------------- |
| 1803                  | 1859                  | 2010                  |
| 463                   | 349                   | 24                    |

## История
Храм в селе был деревянный, однопрестольный в честь святого Михаила и прочих Сил бесплотных. Устроен в 1755 году на средства княгини Анастасии Афанасьевны Волконской. К 1870 году храм пришёл в крайнюю ветхость, церковные стены покосились. Храм не сохранился.
В приходе, кроме села, была деревня Александровка, всего в приходе было 246 человек мужского пола и 260 женского. С 1870 года приход церкви приписан к селу Домнино. Имелась церковная земля: усадебной 3 десятины, пашенной и сенокосной 33 десятины.
В 1834 году княгиня Елизавета Хованская просила губернатора о помощи для своих крестьян в с. Татарское Алексинского уезда. В 1899 году рассматривался вопрос о строительстве часовни на могиле дворянки Александры Соколовой, похороненой на местном кладбище.
Село Татарское являлось родовой вотчиной дворян Приклонских, впоследствии перешло к госпоже Миловидовой, имевший в селе барский дом с двусветными залами, стены которых отделаны под мрамор.